# Saint-Maden
Saint-Maden é uma comuna francesa na região administrativa da Bretanha, no departamento Côtes-d'Armor. Estende-se por uma área de 6,47 km². Em 2010 a comuna tinha 236 habitantes (densidade: 36,5 hab./km²).